# 源升河大米酒
源升河大米酒又称庆安大米酒，是黑龍江庆安县出产的一种白酒；源于1840年出生的章丘人王盛源迁居当地后，于1879年开设的“天增源烧锅”，不久后以当地的源升河改名为“源升河烧锅”。1940年日寇驻军酒坊，源升河被迫歇业；日军撤出后，日本浪人在次年霸占了酒坊，将原班员工召回，以“大众制酒厂”重新开业，1946年6月酒厂被列为日伪资产被县府接收，成立了地方国营酒厂，源升河大米酒乃以大米(占五分之三)，小麦、玉米、高粱和糯米为原料，用麦麸和豆粕制大曲，经一甑回糟、二甑蒸楂、三甑回醅、四甑混料、五甑丢糟、清蒸清入等入选省级非物质文化遗产的传统老五甑酿造技艺酿成的兼香型白酒。